# Adelognathus formosus
Adelognathus formosus là một loài tò vò trong họ Ichneumonidae.